# Joaquín Ferreira
Joaquín Ferreira (Argentina; 28 de abril de 1986) es un actor de televisión, artista plástico, diseñador gráfico y exactor pornográfico argentino naturalizado mexicano. Es conocido por su personaje Potro, en la serie de Netflix, Club de Cuervos y la serie de televisión mexicana Tres milagros.

## Biografía
Ferreira nació en Argentina el 28 de abril de 1986, Inició sus estudios artísticos en la Escuela Superior de Bellas Artes Regina Pacis, y arquitectura en la Universidad de Buenos Aires. Y finalizó sus estudios de diseño gráfico en la Universidad de Palermo. Posteriormente emigró a México donde estudió artes escénicas.

## Carrera profesional
Se dio a conocer en México por su personaje Potro, en la serie web de Netflix Club de Cuervos. En teatro, se dio a destacar por la obra 23 centímetros, date lo que mereces. En 2017 participó en la serie de televisión de Imagen Televisión titulada Paquita la del Barrio, serie biográfica basada en la vida de la cantante del mismo nombre. Posteriormente en TV Azteca, personificó a Fernando Rendón en la serie Tres Milagros, basada en el libro Cuando quiero llorar no lloro y a su vez en la serie colombiana del mismo nombre producida en 2010. Actualmente grabó para Netflix un especial convertido Spin-off titulado Yo, Potro, el cual está basado en su personaje. Y para Televisa grabó la telenovela Doña Flor y sus dos maridos, la cual está basada en la novela del mismo nombre del autor brasileño Jorge Amado.

## Filmografía

### Cine
| Año  | Título                           | Papel  | Dirección                            |
| ---- | -------------------------------- | ------ | ------------------------------------ |
| 2017 | Melocotones                      | Sandro | Héctor Valdez Martínez               |
| 2021 | Fondeados                        | Bobby  | Marcos Bucay                         |
| 2022 | Franklin, historia de un billete | Yelmo  | Lucas Vivo García Lagos              |
| 2022 | Más respeto que soy tu madre     | Gino   | Marcos Carnevale                     |
| 2024 | Technoboys                       | Leo    | Gerardo Gatica y Luis Gerardo Méndez |

### Televisión
| Año       | Título                      | Papel                     | Notas                    |
| --------- | --------------------------- | ------------------------- | ------------------------ |
| 2015-2019 | Club de Cuervos             | Diego «Potro» Romani      |                          |
| 2017      | Paquita la del Barrio       | Alfonso                   |                          |
| 2018      | Tres milagros               | Fernando Rendón           |                          |
| 2018      | 40 y 20                     | Cantante                  | Episodio: «Las groupies» |
| 2019      | Yo, Potro                   | Diego «Potro» Romani      |                          |
| 2019      | Doña Flor y sus dos maridos | Valentín Hernández        |                          |
| 2021      | La suerte de Loli           | Octavio Córdoba           |                          |
| 2023      | Buenos chicos               | Abel Guzmán               |                          |
| 2024      | Coppola, el representante   | Leopoldo «Poli» Armentano |                          |
| TBA       | Medusa                      | TBA                       | Próxima serie            |

## Teatro
| Año  | Obra                       | Papel       | Lugar                           |
| ---- | -------------------------- | ----------- | ------------------------------- |
| 2016 | 23 centímetros             | Gigoló      | Gira por México                 |
| 2017 | Conejo blanco, conejo rojo | Conejo rojo | Complejo Cultural Universitario |